# Équipe du Vietnam féminine de volley-ball
L'équipe du Viêt Nam de volley-ball féminin est l'équipe nationale qui représente le Viêt Nam dans les compétitions internationales de volley-ball féminin. Elle est 45e au classement de la Fédération internationale de volley-ball (août 2017).
Sa meilleure performance sur le plan continental est une cinquième place au Championnat d'Asie et d'Océanie de volley-ball féminin en 2015 et en 2017 ainsi qu'une quatrième place acquise en Coupe d'Asie en 2012.